# Костянтин Ласкаріс (мовознавець)
Костянтин Ласкаріс (Κωνσταντίνος Λάσκαρης, 1434 — 1501) — візантійський учений і граматик, один з ініціаторів відродження викладання грецької мови в Італії.

## Біографія
Народився в Константинополі в знатній Віфінській родині Ласкаріс(ів), до якої належали кілька імператорів. Після падіння Константинополя в 1453 році він знайшов притулок на острові Родос, а потім в Італії, де був вчителем Іполіти, дочки Франческо Сфорца, герцога міланського. Тут в 1476 році була опублікована його знаменита «Грецька граматика» (Grammatica Graeca, sive compendium octo orationis partium); це була перша друкована грецька книга.
Після від'їзду з Мілана в 1465 році Ласкаріс викладав в Неаполі, куди він був запрошений Фердинандом I для читання курсу лекцій про Грецію. У наступному році він влаштувався в Мессіні на о. Сицилія на запрошення місцевих жителів. За рекомендацією кардинала Віссаріона Нікейського він був призначений вчити грецької мови ченців-василіян і продовжував викладати на Сицилії до самої смерті.